# Щёлково (Междуреченский район)
Щёлково — деревня в Междуреченском районе Вологодской области.
Входит в состав Старосельского сельского поселения, с точки зрения административно-территориального деления — в Старосельский сельсовет.
Расстояние по автодороге до районного центра Шуйского — 26,5 км, до центра муниципального образования Старого — 6 км. Ближайшие населённые пункты — Матюшкино, Починок, Карпово.
По переписи 2002 года население — 31 человек (13 мужчин, 18 женщин). Преобладающая национальность — русские (94 %).